# Besleria divaricata
Besleria divaricata är en tvåhjärtbladig växtart som beskrevs av Eduard Friedrich Poeppig. Besleria divaricata ingår i släktet Besleria och familjen Gesneriaceae. Inga underarter finns listade i Catalogue of Life.